# Quentalia dolorosa
Quentalia dolorosa is een vlinder uit de familie van de echte spinners (Bombycidae). De wetenschappelijke naam van de soort werd als Carthara dolorosa in 1908 gepubliceerd door Edward Dukinfield Jones.